# Baby Don't Forget My Number
Baby Don't Forget My Number è un singolo del gruppo musicale tedesco Milli Vanilli, pubblicato nel 1988.

## Tracce
- 7"

1. Baby Don't Forget My Number - 4:22
2. Too Much Monkey Business (Maxi Mix) - 3:25

## Classifiche

### Classifiche settimanali
| Classifica (1988/89)           | Posizione massima |
| ------------------------------ | ----------------- |
| Australia                      | 17                |
| Belgio (Fiandre)               | 14                |
| Canada                         | 3                 |
| Finlandia                      | 3                 |
| Francia                        | 17                |
| Germania                       | 9                 |
| Irlanda                        | 17                |
| Norvegia                       | 5                 |
| Nuova Zelanda                  | 9                 |
| Paesi Bassi                    | 7                 |
| Regno Unito                    | 16                |
| Spagna                         | 3                 |
| Stati Uniti                    | 1                 |
| Stati Uniti (dance club)       | 10                |
| Stati Uniti (dance/electronic) | 12                |
| Stati Uniti (R&B)              | 9                 |
| Svizzera                       | 11                |

### Classifiche di fine anno
| Classifica (1989) | Posizione |
| ----------------- | --------- |
| Canada            | 42        |
| Germania          | 63        |
| Nuova Zelanda     | 16        |
| Spagna            | 20        |
| Stati Uniti       | 28        |

## Cover
Nel 1992 il musicista statunitense "Weird Al" Yankovic ha realizzato una parodia della canzone, dal titolo The Plumbing Song, per il suo album Off the Deep End.